# Nella Linhas Aéreas
NELLA Linhas Aéreas Ltda, también conocida como NELLA, es una aerolínea brasileña de bajo costo planificada que tendrá su sede en el Aeropuerto Internacional de Brasilia.
Tiene previsto iniciar operaciones en 2022.
NELLA tiene intenciones de operar vuelos de carga en el futuro con un Boeing 737-400F 
.

## Historia
Actualmente, NELLA Linhas Aéreas se encuentra en la fase de certificación, que incluye la elaboración de manuales operativos y su evaluación. Sin embargo, a partir de mayo de 2022, el proceso de certificación está inactivo.
El 19 de julio de 2021, NELLA Linhas Aéreas anunció la compra de Albatros Airlines . Ahora Albatros Airlines tiene nueva imagen corporativa y nombre comercial, como Albatros Airlines by Nella , luego cambia de nombre a Nella Airlines Venezuela.
El 10 de agosto de 2021, NELLA Linhas Aéreas anunció la compra de Línea Aérea Amaszonas, aerolínea boliviana, por U$50 millones, que anticipó las operaciones de NELLA Linhas Aéreas. Después Amaszonas cambia de nombre a Amas Bolivia. 
En noviembre de 2021, NELLA Linhas Aéreas anunció su estrategia de expansión de operaciones con el relanzamiento de Líneas Aéreas Paraguayas, luego Nella Airlines Paraguay .
En febrero de 2023, NELLA Linhas Aéreas anunció la compra de Aeromar, luego Nella Airlines México.

## Destinos
NELLA Linhas Aéreas ha estado planeando volar a 78 aeropuertos diferentes en Brasil. Pero no se han iniciado operaciones.

## Flota
La flota de NELLA Linhas Aéreas puede incluir las siguientes aeronaves:
| Aeronave          | En Servicio | Pedidos | Pasajeros     | notas                  |
| ----------------- | ----------- | ------- | ------------- | ---------------------- |
| Airbus A320-200   | —           | 5       | por confirmar |                        |
| ATR 42-300        | —           | 4       | por confirmar |                        |
| ATR 72            | —           | 5       | por confirmar |                        |
| Boeing 737-500    | —           | 1       | por confirmar | Registrado como PR-JKL |
| Boeing 777-300ER  | —           | 2       | por confirmar |                        |
| Flota Nella Cargo |             |         |               |                        |
| Boeing 737-400F   | —           | 1       | Carga         |                        |
| Total             | —           | 18      |               |                        |